# Селли, Константин
Константин Селли (эст. Konstantin Selli; род. 18 октября 1990, Таллин) — эстонский спортсмен-шашист. Входил в молодежную и основную сборную Эстонии
FMJD-Id: 13782

## Биография
Родился в год выхода Эстонской ССР из СССР, в ноябре — спустя несколько месяцев после восстановления независимости Эстонии.
Спустя многие годы, в мае 2006 года, стал одним из 600 участников на I Всемирном юношеском спортивном фестивале соотечественников зарубежья в Москве. «Фестиваль стал настоящим праздником для сотен ребят, многие из которых впервые побывали в столице своей исторической родины», как писал председатель правления Союза объединений российских соотечественников Эстонии Сергей Сергеев. В Москве Константин вместе Кади Вески выступили в шашечной программе и принесли сборной Эстонии две бронзовые медали
Дебютировал на международной арене в 2004 году. 13-летним выступил за клуб Nõmme Kabeklubi на 8 Кубке Европейской шашечной Конфедерации, прошедшим в июне в родном городе Таллинне.
Затем состоялся выезд в Польшу. сначала на первенстве Европе в Польше (24 место в турнире кадетов (юноши до 16 лет)), затем в декабре там же в Польше на первенстве мира в той же возрастной группе занял 21 место. Через год на Европе разделил 13-14 места, а на мире стал 20-м. В 2006 году в третий раз принял участие в кадетском возрасте на первенстве Европы (5 место) и мира (вновь 20 место).
В 2007 году дебютировал на взрослом чемпионате Эстонии — 9 место из 11. В составе клуба Nõmme Kabeklubi стал серебряным призёром национального клубного чемпионата по международным шашкам. Втом же году перешёл в юниоры (юноши до 19 лет), где его соперниками стали Рул Бомстра, Айнур Шайбаков, Пим Мёрс, Андрей Толчиков, Николай Гуляев, Герман Стручков и другие. На ПЕ среди юниоров в Санкт-Петербурге стал 21-м. Первенство мира пропустил.
В 2008 году впервые участвовал в чемпионате Европы (55 место), выступил за национальную сборную, выиграл чемпионат Эстонии в блице. На юниорских соревнованиях улучшил результаты: на Европе — 12 место, на мире — 8
В 2009 году в последний раз выступил на молодежных форумах, став 5-м на европейском первенстве среди юниоров и 9-м на мировом
Возвратился в шашечную Европу в 2014 году, достаточно успешно выступив на чемпионат Европы по блицу — 27 место, став лучшим среди эстонцев.
В 2016 году стал вторым на национальном чемпионате, уступив 1 место только после дополнительного матча.
наивысшие достижения
Чемпион Эстонии по международным шашкам среди мужчин в молниеносной программе (2008, 2009)
Призёр Чемпионатов Эстонии по международным шашкам среди мужчин:
серебро: 2016, 2012 — в блице
бронза: 2008, 2008 — быстрая программа.
В национальных клубных чемпионатах
1 место в 2007, 2 место в 2008 и 2009 (все — по международным шашкам), 2 место в 2009 (по русским шашкам).
Выступление за сборную Эстонии
- В 2008 году в составе сборной на Чемпионате Европе среди команд — 8 место
- В 2010 году на Чемпионате Европе среди команд — 5 место; выступление за клуб Nõmme Kabeklubi
- В 2004 году — клубный Чемпионат Европы по международным шашкам, 10 место[18]